# Bílkove Humence
Bílkove Humence é um município da Eslováquia, situado no distrito de Senica, na região de Trnava. Tem 4,1 km² de área e sua população em 2019 foi estimada em 205 habitantes.

## Demografia
| Ano:        | 1994 | 2004    | 2014   | 2024   |
| ----------- | ---- | ------- | ------ | ------ |
| Broj ljudi: | 246  | 217     | 206    | 194    |
| Razlika:    |      | -11,78% | -5,06% | -5,82% |

| Ano:               | 2023 | 2024   |
| ------------------ | ---- | ------ |
| Número de pessoas: | 193  | 194    |
| Diferença:         |      | +0,51% |